# Ctenodrilus paucidentatus
Ctenodrilus paucidentatus är en ringmaskart som beskrevs av Ben-Eliahu 1976. Ctenodrilus paucidentatus ingår i släktet Ctenodrilus och familjen Ctenodrilidae. Inga underarter finns listade i Catalogue of Life.